# Discografia lui Fănică Luca
Discografia cântărețului Fănică Luca cuprinde discuri de gramofon, de vinil, benzi de magnetofon, CD-uri, care conțin înregistrări realizate la casele de discuri Polydor, Odeon, His Master's Voice, Pathé și Electrecord și la Societatea Română de Radiodifuziune.

## Discuri Polydor
| An   | Număr de catalog | Format                 | Piese                                       | Acompaniament              |
| 1928 | L 40108          | shellac, 25 cm, 78 RPM | Aoleu, mă doare coasta În ochii tăi e scris | orchestra Petrică Salomeea |
| 1928 | L 40112          | shellac, 25 cm, 78 RPM | Hai pitiș, pitiș Lampa [romanță]            | orchestra Petrică Salomeea |
| 1928 | L 40114          | shellac, 25 cm, 78 RPM | Eram tânăr ca frăguța Sânge rău             | orchestra Petrică Salomeea |

## Discuri Odeon
| An   | Număr de catalog | Format                 | Piese                                             | Acompaniament              |
| 1928 | A 11672          | shellac, 25 cm, 78 RPM | Lampa Paharul                                     | orchestra Petrică Salomeea |
| 1928 | A 199 337        | shellac, 25 cm, 78 RPM | Sânge rău la ce mi-aș face Boala boală            | orchestra Petrică Salomeea |
| 1928 | A 199 339        | shellac, 25 cm, 78 RPM | Hai pitiș, pitiș Olteanul la drum                 | orchestra Petrică Salomeea |
| 1928 | A 199 350        | shellac, 25 cm, 78 RPM | Eram tânăr ca frăguța Mână Gheorghe boii bine     | orchestra Petrică Salomeea |
| 1928 | A 199 351        | shellac, 25 cm, 78 RPM | N-ai să știi niciodată Lampa                      | orchestra Petrică Salomeea |
| 1928 | A 199 352        | shellac, 25 cm, 78 RPM | Ții tu minte fă Lenuțo Văluica                    | orchestra Petrică Salomeea |
| 1928 | A 199 377        | shellac, 25 cm, 78 RPM | Tudorițo, nene Jandarmul                          | orchestra Fănică Luca      |
| 1929 | A 199 460        | shellac, 25 cm, 78 RPM | De ți-am greșit îți cer iertare Zumbalai meștere  | orchestra Matei Bacâtea    |
| 1929 | A 199 461        | shellac, 25 cm, 78 RPM | Ce-ai în gură Marioară Ia uite-o mă, ia uite-o fă | orchestra Matei Bacâtea    |
| 1929 | A 199 462        | shellac, 25 cm, 78 RPM | Cărbuni stinși E greu, e foarte greu              | orchestra Matei Bacâtea    |
| 1929 | A 199 479        | shellac, 25 cm, 78 RPM | Ah mi-e dor, mi-e dor de tine Piatră, piatră      | orchestra Matei Bacâtea    |
| 1929 | A 199 514        | shellac, 25 cm, 78 RPM | Eu sunt Barbu Lăutarul Foaie verde abrămeasă      | orchestra Matei Bacâtea    |
| 1929 | A 199 535        | shellac, 25 cm, 78 RPM | De ești supărată Dealu-i deal                     | orchestra Matei Bacâtea    |

## Discuri His Master's Voice
| An   | Număr de catalog | Format                 | Piese                                                   | Acompaniament                  |
| 1929 | AM 2763          | shellac, 25 cm, 78 RPM | Lampa De ți-am greșit îți cer iertare                   | orchestra Matei Bacâtea        |
| 1929 | AM 2764          | shellac, 25 cm, 78 RPM | Cine-n lume nu iubește Piatra, piatră                   | orchestra Matei Bacâtea        |
| 1933 | AM 4262          | shellac, 25 cm, 78 RPM | Hora din nai Sârba din nai                              | orchestra Fănică Luca          |
| 1933 | AM 4263          | shellac, 25 cm, 78 RPM | Mă muncesc puică de un an Inimă cu venim mult           | orchestra Fănică Luca          |
| 1933 | AM 4267          | shellac, 25 cm, 78 RPM | N-am să traiesc cât pământul Foaie verde de trei sfanți | orchestra Fănică Luca          |
| 1934 | JB 40            | shellac, 25 cm, 78 RPM | Of Didino Ca la chef                                    | orchestra Fănică Bambacea      |
| 1934 | JB 41            | shellac, 25 cm, 78 RPM | Foaie verde aguridă Sârba oltenească                    | orchestra Fănică Bambacea      |
| 1934 | JB 42            | shellac, 25 cm, 78 RPM | Lele-a dracului mai ești Mamă inimă de piatră           | orchestra Fănică Bambacea      |
| 1934 | JB 57            | shellac, 25 cm, 78 RPM | Ursitoare, ursitoare Ia oglindă și de uită              | orchestra Fănică Bambacea      |
| 1934 | JB 58            | shellac, 25 cm, 78 RPM | S-a stins atât de lesne Să simți și tu                  | orchestra Fănică Bambacea      |
| 1934 | JB 59            | shellac, 25 cm, 78 RPM | Acum e prea târziu Te-am văzut plângând aseară          | orchestra Fănică Bambacea      |
| 1934 | JB 60            | shellac, 25 cm, 78 RPM | Sârba lăutărească Hora dela vie                         | orchestră națională (populară) |
| 1934 | JB 61            | shellac, 25 cm, 78 RPM | Sârba lui Fănică Luca Sârba lui Buzdruna                | orchestră națională (populară) |
| 1935 | JB 91            | shellac, 25 cm, 78 RPM | Aoleu, leliță Floare Săbărelul                          | orchestra Fănică Bambacea      |
| 1935 | JB 96            | shellac, 25 cm, 78 RPM | Din ochii care-au plâns vreodată                        | orchestra Fănică Bambacea      |
| 1935 | JB 97            | shellac, 25 cm, 78 RPM | Hora Romilor Sârba din pădure                           | orchestra Fănică Bambacea      |
| 1936 | JB 119           | shellac, 25 cm, 78 RPM | Când îți văd gâtul spălat În sat la Aninoasa            | orchestra Fănică Luca          |
| 1936 | JB 120           | shellac, 25 cm, 78 RPM | Pentru tine fă Ileano Bulgăraș de gheață rece           | orchestra Fănică Luca          |
| 1936 | JB 121           | shellac, 25 cm, 78 RPM | Doina din nai Ce frumoasă este viața                    | orchestra Fănică Luca          |
| 1936 | JB 122           | shellac, 25 cm, 78 RPM | Piatra piatră La Ciolpan la crucea 'naltă               | orchestra Fănică Luca          |

## Discuri Pathé
Înregistrări efectuate în Paris, în timpul Expoziției Internaționale din 1937.
| An   | Număr de catalog | Format                 | Piese                                                         | Acompaniament         |
| 1937 | PA 1452          | shellac, 25 cm, 78 RPM | La mélodie défendue Doïna roumaine                            | orchestra Fănică Luca |
| 1937 | PA 1453          | shellac, 25 cm, 78 RPM | Sârba lui Pompieru și Sârba lui Fănică Luca Steluța [romanță] | orchestra Fănică Luca |

## Producții sovietice (URSS)
| An   | Număr de catalog | Format                 | Piese                       | Acompaniament                       |
| 1949 | 17342 17343      | shellac, 25 cm, 78 RPM | Doina a) Hora; b) Ciocârlia | [Orchestra Institutului de Folklor] |

## Discuri Supraphon
| An   | Număr de catalog                       | Format                     | Piese                     | Acompaniament                                            |
| 1953 | LPM 141 Rumanian Folk Songs and Dances | vinil, LP, 25 cm, 33 ⅓ RPM | 02. Doina Oltului și Horă | Orchestra Institutului de Folclor, dirijor I. Budișteanu |

## Discuri Electrecord
| An   | Număr de catalog                  | Format                     | Piese | Acompaniament |
| 1955 | EPA 1875                          | shellac, 25 cm, 78 RPM     | Ciocârlia Drag îmi e să fiu pe lume și Sârbă | Orchestra „Barbu Lăutaru”, dirijor I. Budișteanu |
| 1956 | EPA 2022                          | shellac, 25 cm, 78 RPM     | Horă și Sârbă | Orchestra „Barbu Lăutaru”, dirijor Nicu Stănescu |
| 1956 | EPA 2135                          | shellac, 25 cm, 78 RPM     | În sat la Aninoasa și Lele, a dracului mai ești | Orchestra Electrecord, dirijor Ionel Budișteanu |
| 1956 | EPA 2139                          | shellac, 25 cm, 78 RPM     | Ce sunt de vină, mamă și Frusinica Aoleu, m-aș mărita și Sârba de la Otopeni | Orchestra Electrecord, dirijor Ionel Budișteanu |
| 1956 | EPA 2156                          | shellac, 25 cm, 78 RPM     | Tudorițo, nene | orchestra Victor Predescu |
| 1956 | EPA 2162                          | shellac, 25 cm, 78 RPM     | La cules de cucuruz | O.M.P.R., dirijor Radu Voinescu |
| 1956 | EPD 1                             | vinil, LP, 25 cm, 33 ⅓ RPM | 5. Ciocârlia | Orchestra „Barbu Lăutaru”, dirijor Nicu Stănescu |
| 1956 | EPC 109                           | vinil, 17 cm, 33 ⅓ RPM     | 1. Drag îmi e să fiu pe lume și Sârbă | Orchestra „Barbu Lăutaru”, dirijor I. Budișteanu |
| 1957 | EPD 11                            | vinil, LP, 25 cm, 33 ⅓ RPM | 7. Aoleu, m-aș mărita și Sârba de la Otopeni | Orchestra Electrecord, dirijor Ionel Budișteanu |
| 1958 | EPA 2421                          | shellac, 25 cm, 78 RPM     | În grădină la Ion Am un leu și vreau să-l beau | Orchestra Electrecord, dirijor Ionel Budișteanu Orchestra Electrecord, dirijor Nicu Stănescu |
| 1958 | EPA 2422                          | shellac, 25 cm, 78 RPM     | Sârba ca la Domnești | Orchestra Electrecord, dirijor Ionel Budișteanu |
| 1958 | EPC 125                           | vinil, 17 cm, 33 ⅓ RPM     | 1. Ciocârlia 2. În grădina la Ion 3. Doina și Horă 4. Am un leu și vreau să-l beau | Orchestra „Barbu Lăutaru”, dir. N. Stănescu (1) Orchestra „Electrecord”, dirijori: Ionel Budișteanu (2,3), Nicu Stănescu (4) La nr. 4 Fănică și Damian Luca la două naiuri. |
| 1959 | EPA 2681                          | shellac, 25 cm, 78 RPM     | Foaie verde aguridă Hora de la Spineni | Orchestra Electrecord, dirijor Ionel Budișteanu |
| 1959 | EPA 2750                          | shellac, 25 cm, 78 RPM     | Foaie verde de susai (reg. Pitești) | O.M.P.R., dirijor Radu Voinescu |
| 1959 | EPD 78                            | vinil, LP, 25 cm, 33 ⅓ RPM | Doina Oltului | Orchestra Electrecord, dirijor Ionel Budișteanu |
| 1961 | EPE 052                           | vinil, LP, 30 cm, 33 ⅓ RPM | 11. Hora de la Spineni | Orchestra Electrecord, dirijor Ionel Budișteanu |
| 1967 | C.S. 119                          | shellac, 25 cm, 78 RPM     | 1. Am un leu și vreau să-l beau 2. În grădina la Ion | Orchestra Electrecord, dirijor Nicu Stănescu Orchestra Electrecord, dirijor Ionel Budișteanu |
| 1967 | EPD 1186 Fănică Luca              | vinil, LP, 25 cm, 33 ⅓ RPM | 1. Drag îmi e să fiu pe lume și Sârbă 2. Doină din Ardeal 3. Tudorițo, nene 4. Mă muncesc, puică, de-un an 5. Cine trece pe colnic 6. Aoleo, m-aș mărita și Sârba de la Otopeni 7. Foaie verde de susai 8. În grădina lui Ion 9. Am un leu și vreau să-l beu | Orchestra „Barbu Lăutaru”, dir. I. Budișteanu (1) O.M.P.R., dirijor Radu Voinescu (2, 4, 5, 7), orchestra Victor Predescu (3), Orchestra „Electrecord”, dirijori: Ionel Budișteanu (6, 8), Nicu Stănescu (9), La nr. 9 Fănică și Damian Luca la două naiuri.                                                                      |
| 1968 | EPD 1232 Voci care ne-au încântat | vinil, LP, 25 cm, 33 ⅓ RPM | 1. N-am să trăiesc cât pământul 2. Pelin beau, pelin mănânc 3. Olteanul la drum 4. Hai pitiș, pitiș, pitiș 5. Inimă cu venin mult 6. Ursitoare, ursitoare 7. Mamă, inimă de piatră 8. La Ciolpani, la crucea 'naltă | orchestra Fănică Luca (1-5, 8) orchestra Fănică Bambacea (6, 7) |
| 1979 | EPE 01625 Nai și voce             | vinil, LP, 30 cm, 33 ⅓ RPM | 1. Doina Oltului 2. Sârbă 3. Doină din Ardeal 4. Tudoriță nene 5. Cine trece pe colnic 6. Aoleu, m-aș mărita și Sârba de la Otopeni 7. Foaie verde de susai 8. În grădina lui Ion 9. Am un leu 10. N-am să trăiesc cât pământul 11. Pelin beau, pelin mănânc 12. Olteanul la drum 13. Inimă cu venin mult 14. Ursitoare, ursitoare 15. Mamă, inimă de piatră 16. La Ciolpani, la crucea 'naltă | O.M.P.R., dirijor Radu Voinescu (3, 5, 7) Orchestra Electrecord, dirijori: Ionel Budișteanu (1, 2, 6, 8), Nicu Stănescu (9), orchestrele : Victor Predescu (4), Fănică Bambacea (10-16) Fănică Luca - nai (1-9), voce (10-16) La nr. 9 Fănică și Damian Luca la două naiuri.                                                      |
| 2007 | EDC 755 Fănică Luca               | compact disc               | 1. Sârba lui Fănică Luca 2. În sat la Aninoasa și Lele, a dracului mai ești 3. Sârba ca la Domnești 4. La Ciolpani la crucea-naltă 5. Hora de la Spineni 6. Foaie verde aguridă 7. Pelin beau, pelin mănânc 8. Aoleu, m-aș mărita și Sârba de la Otopeni 9. Ce sunt de vină, mamă și Frusinica 10. Ursitoare, ursitoare 11. Tudorițo, nene 12. Foaie verde de Susai 13. Inima cu venin mult 14. Doină din Ardeal 15. Drag îmi e să fiu pe lume și Sârbă 16. N-am să trăiesc cât pământul 17. Cine trece pe Colnic 18. Doina Oltului 19. În gradina lui Ion 20. Mamă, inimă de piatră 21. La cules de cucuruz 22. Doină și Horă 23. Olteanul la drum 24. Ciocârlia | voce: Fănică Luca (4, 7, 10, 13, 16, 20, 23) Orchestra „Barbu Lăutaru”, dirijor I, Budișteanu (1, 16, 24), Orchestra Electrecord, dirijor Ionel Budișteanu (2, 5, 6, 8, 9, 18, 19, 22), O.M.P.R., dirijor Radu Voinescu (12, 14, 17, 21), orchestrele: Fănică Luca (4, 7, 13, 16), Fănică Bambacea (10, 20), Victor Predescu (11) |

## ÎnregistrăriRadio România
Toate înregistrările lui Fănică Luca din Fonoteca Radio România au fost efectuate pe benzi de magnetofon.
| Data           | Piese                                      | Acompaniament                      | Note                            |
| 195x           | La cules de cucuruz                        | Orchestra de muzică populară Radio | transpusă și pe discul EPA 2162 |
| 1957           | Hora ploii                                 | orchestra Fănică Luca              | —                               |
| 1957           | Sârba în la minor                          | orchestra Fănică Luca              | —                               |
| 9 aprilie 1959 | Ah, mi-e dor, mi-e dor de tine             | O.M.P.R., dirijor Radu Voinescu    | cântec lăutăresc                |
| 9 aprilie 1959 | Cine trece pe colnic                       | O.M.P.R., dirijor Radu Voinescu    | transpusă și pe discul EPD 1186 |
| 9 aprilie 1959 | De ziua nunții tale-ți scriu (romanță)     | O.M.P.R., dirijor Radu Voinescu    | m. V. Vasilescu – t. A. de Herz |
| 9 aprilie 1959 | Doină din Ardeal                           | O.M.P.R., dirijor Radu Voinescu    | transpusă și pe discul EPD 1186 |
| 9 aprilie 1959 | Foaie verde de susai                       | O.M.P.R., dirijor Radu Voinescu    | transpusă și pe discul EPA 2750 |
| 9 aprilie 1959 | Îmi pare rău că sunt prea bătrân (romanță) | O.M.P.R., dirijor Radu Voinescu    | —                               |
| 9 aprilie 1959 | Mă muncesc, puică, de-un an                | O.M.P.R., dirijor Radu Voinescu    | transpusă și pe discul EPD 1186 |
| 9 aprilie 1959 | Mi-ești dragă (romanță)                    | O.M.P.R., dirijor Radu Voinescu    | —                               |